# Занський діалект
Занський діалект (нід. Zaans) — це субдіалект голландського діалекту нідерландської мови.  Занський — один із найдавніших діалектів країни, яким ще з давніх часів розмовляють в Занстрек, районі міста Зандам, що розташований на північ від Амстердама, у внутрішній частині нідерландської провінції Північна Голландія, яка включає регіони Ватерланд на узбережжі Ейсселмера, і Кеннемерланд на узбережжі Північного моря, обидва з власними голландськими діалектами, відокремлені одне від одного. Діалект має схожість із розташованим далі на північ західнофризьким діалектом, оскільки, так само як західнофризький та ватерландський, це голландський діалект на фризькому субстраті.
Занським розмовляють у місті Зандам та містах Остзан, Вестзан, Кроммені, Ассенделфт, Зандейк, Ког-ан-де-Зан, Їсп, Вормервер, Вормер, а також Ост- і Весткноллендам.
Наприкінці XIX століття Герріт Якоб Букеноген опублікував 1368-сторінковий словник Zaans, De Zaansche volkstaal. Bijdrage tot de kennis van den woordenschat in Noord-Holland (Лейден, 1897).
Фраза занським, яка зараз використовується у Нідерландах, це doeg або doei, розмовний термін для «до побачення». Окрім цього одного прикладу, занський не є зрозумілим для інших носіїв нідерландської мови.